# A Pedreira (Teo)
A Pedreira es un lugar de la parroquia de Calo, en el municipio coruñés de Teo, perteneciente a la comarca de Santiago. Según el IGE, en 2018 tenía 126 habitantes (62 hombres y 64 mujeres).